# Southwark (metrostation)
Southwark is een station van de metro van Londen aan de Jubilee Line. Het metrostation, dat in 1999 is geopend, ligt in de wijk Southwark.

## Geschiedenis
In 1979 werd het eerste deel van de Jubilee Line geopend tussen Baker Street en Charing Cross met de bedoeling om de lijn onder Strand door te trekken naar het oosten. Gebrek aan fondsen betekende echter dat de aanleg vlak ten westen van Aldwych tot staan kwam. In 1992 werd een tracébesluit genomen waarin de lijn langs de grote spoorwegstations op de zuidelijke oever zou lopen. Het metrostation tussen de beide spoorwegstations maakte geen deel uit van het besluit maar op aandringen van de Borough of Southwark kwam er toch een metrostation ter hoogte van het voormalige Blackfriars Road Station. De bouw begon in 1993 met een verwachtte bouwtijd van 53 maanden, door geologische tegenslagen bij Westminster werd de lijn en dus ook het station pas op 20 november 1999 opengesteld voor reizigersverkeer.

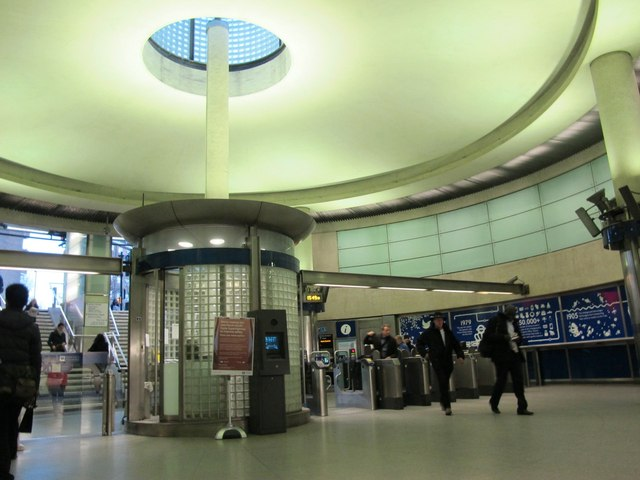
De oostelijke toegangshal
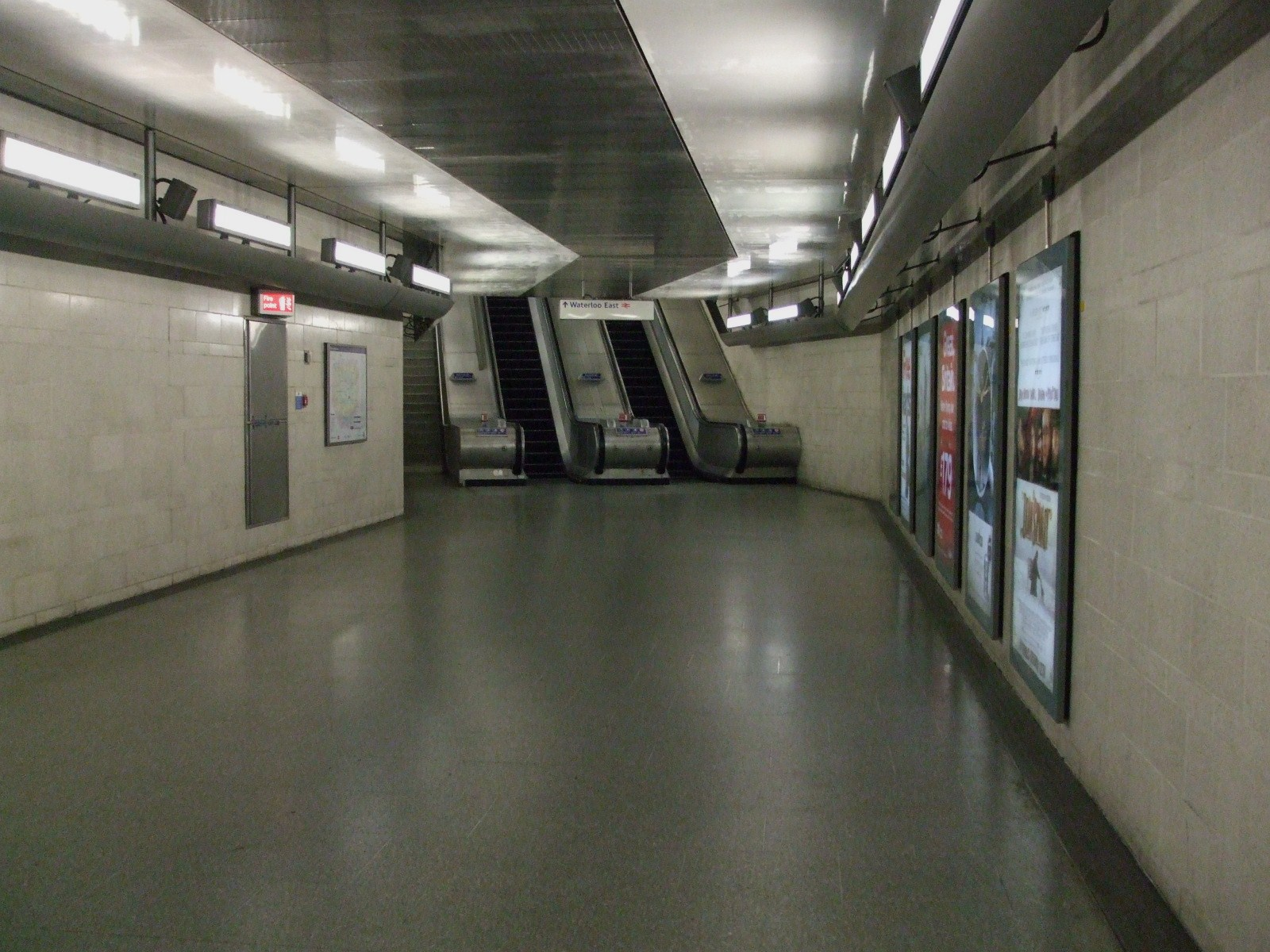
De westkant van de verbindingstunnel
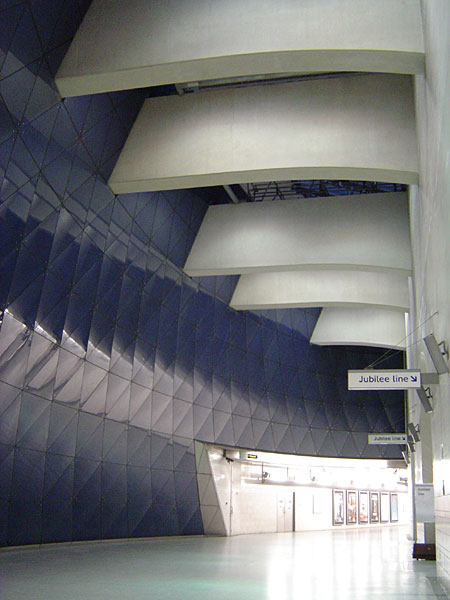
De wand van Beleschenko

## Ligging en inrichting
Het station ligt iets ten westen van het historische Southwark, dat wordt bediend door de metrostations Borough en London Bridge. Het station kent twee toegangshallen, de westelijke sluit direct aan op de oostelijke reizigerstunnel van station Waterloo East, de oostelijke ligt op de hoek van The Cut en Blackfriars Road. De tunnels van de Jubilee Line liggen hier recht onder het victoriaanse viaduct van de spoorlijn tussen Waterloo East en London Bridge en de ruimte langs Isabella Street was beperkt. Richard MacCormac van MJP Architects loste dit op door de verdeelhal tussen de perrons te leggen en ten zuiden van Isabella Street een verbindingstunnel tussen de toegangshallen te bouwen op 15 meter diepte. De beide toegangshallen zijn elk met drie roltrappen verbonden met de verbindingstunnel. Het oostelijke deel van deze tunnel is ruim uitgevoerd en vormt een hal die het middelpunt is van het station. De zuidelijke wand van deze hal is 40 meter lang en bestaat uit 660 elementen van blauw glas van de hand van kunstenaar Alexander Beleschenko. Deze wand is een van de architectonische hoogtepunten van de verlenging van de Jubilee Line en won diverse prijzen. Door het glazen dak boven de wand kan het daglicht naar binnen vallen. De verbindingstunnel en de verdeelhal zijn met drie roltrappen, elk in een eigen schacht, onderling verbonden, daarnaast kunnen rolstoelgebruikers gebruik maken van de liften aan de westkant van de perrons. De verdeelhal kent een hoog middendeel waar de roltrappen haaks op uitkomen en twee lager gelegen uiteinden die aansluiten op de perrons. Het hoge deel en de twee lage delen zijn onderling met vaste trappen, die aan weerszijden van een roestvaststalen baken met verlichting liggen, verbonden. MacCormac zei dat hij zich bij het ontwerp van de verdeelhal had laten inspireren door de 19e-eeuwse Pruisische architect Karl Friedrich Schinkel. De perrons zelf zijn voorzien van perrondeuren, een novum voor Londen, en de wanden bestaan uit de betonnen schachtringen van de tunnel. De oostelijke toegangshal is in feite een overdekte kuil op ongeveer vier meter beneden het maaiveld en is ontworpen om later als fundament voor een kantoorgebouw te dienen.

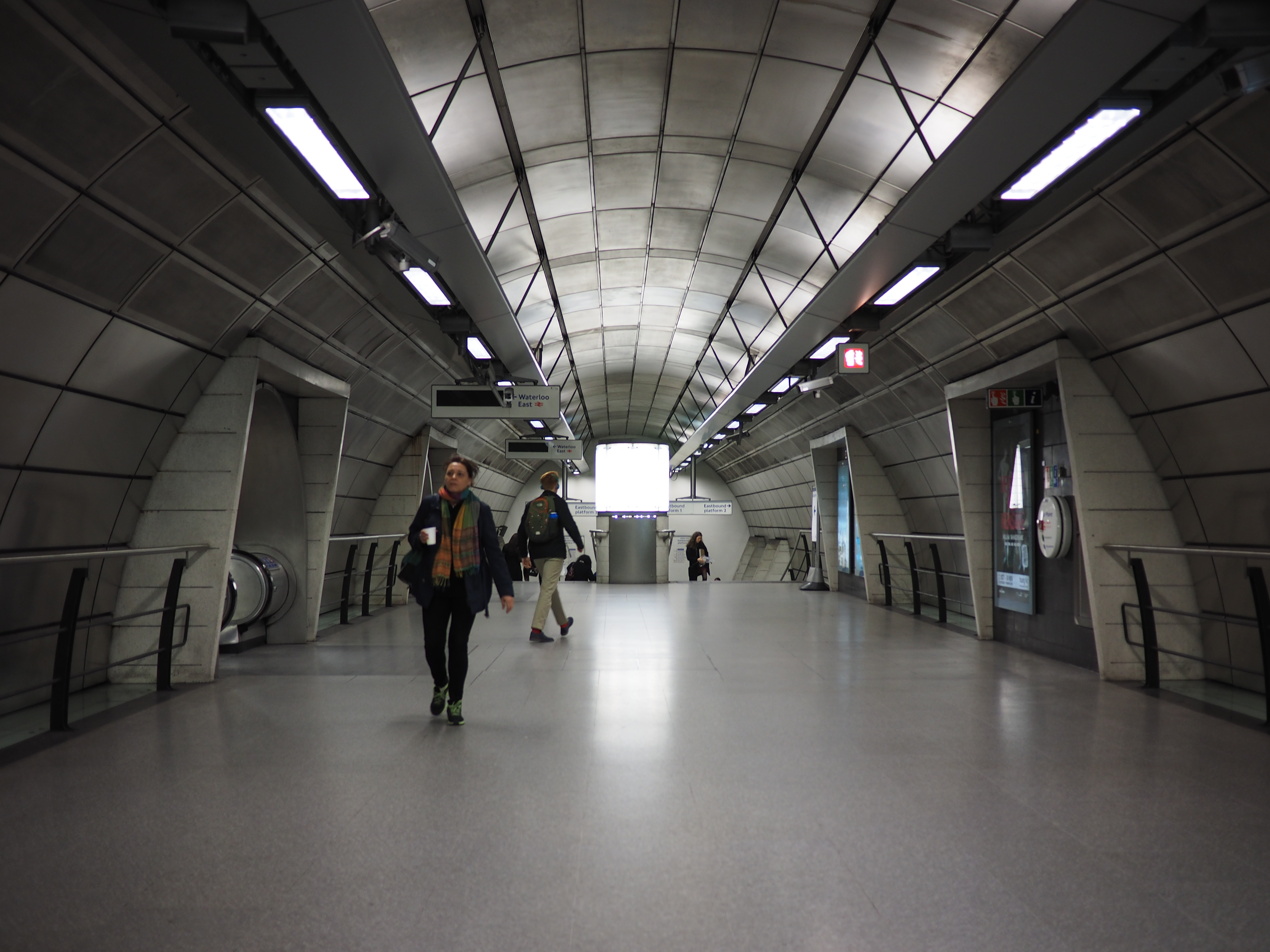
De verdeelhal tussen de perrons
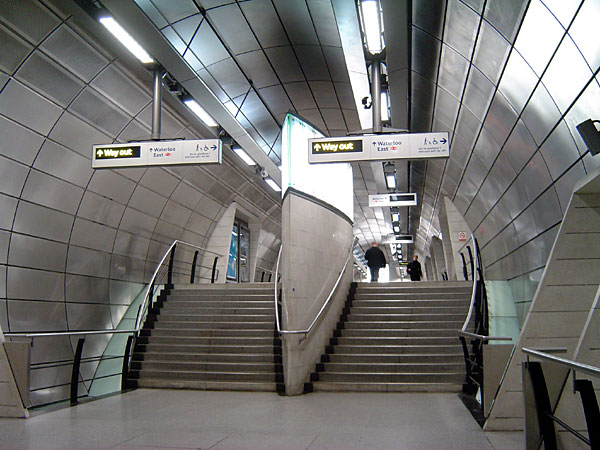
De trappen tussen hoog en laag in de verdeelhal
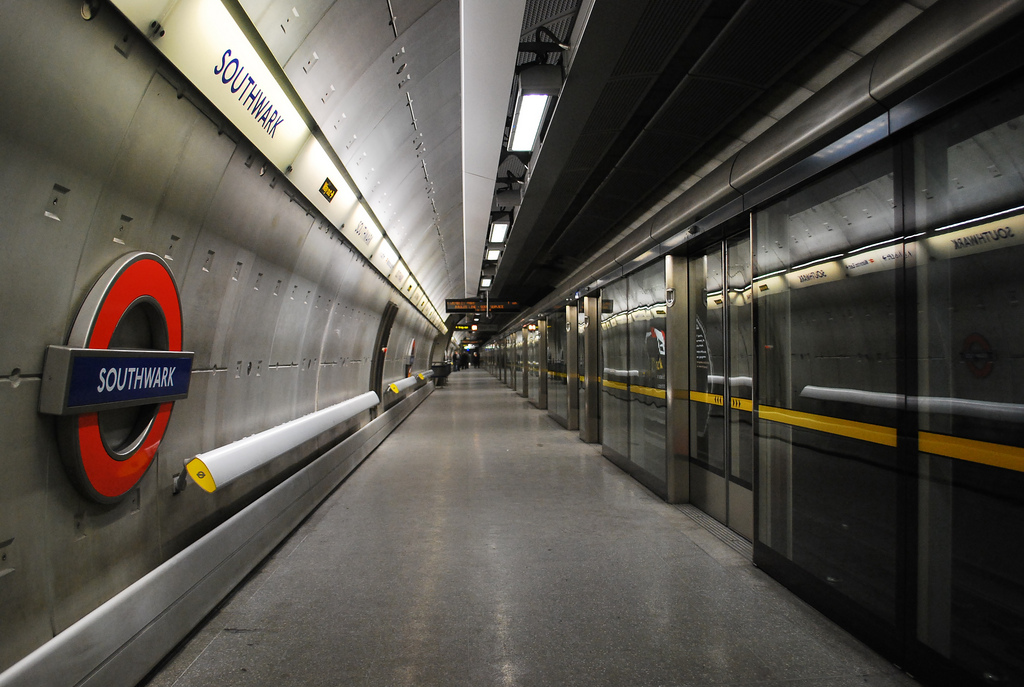
De perrondeuren langs het perron

## Omgeving
De roltrappen bij Waterloo East liggen op de grens tussen Lambeth en Southwark en zijn de enige directe verbinding met het spoorwegnet. De onderbouwing voor de aanleg van het station was de aansluiting van het Bankside gebied op de metro, maar dat ligt niet bij het station. Het aantal reizigers is vergelijkbaar met de andere kleinere stations in het centrum, al is het twee keer zo hoog als bij Borough en drie keer zo hoog als bij Lambeth North. In de buurt zijn Tate Modern en de theaters Globe Theatre, Old Vic en Young Vic te vinden.
Stanmore ·
Canons Park ·
Queensbury ·
Kingsbury ·
Wembley Park ·
Neasden ·
Dollis Hill ·
Willesden Green ·
Kilburn ·
West Hampstead ·
Finchley Road ·
Swiss Cottage ·
St. John's Wood ·
Baker Street ·
Bond Street ·
Green Park ·
Westminster ·
Waterloo ·
Southwark ·
London Bridge ·
Bermondsey ·
Canada Water ·
Canary Wharf ·
North Greenwich ·
Canning Town ·
West Ham ·
Stratford